# VCR (system kaset wideo)

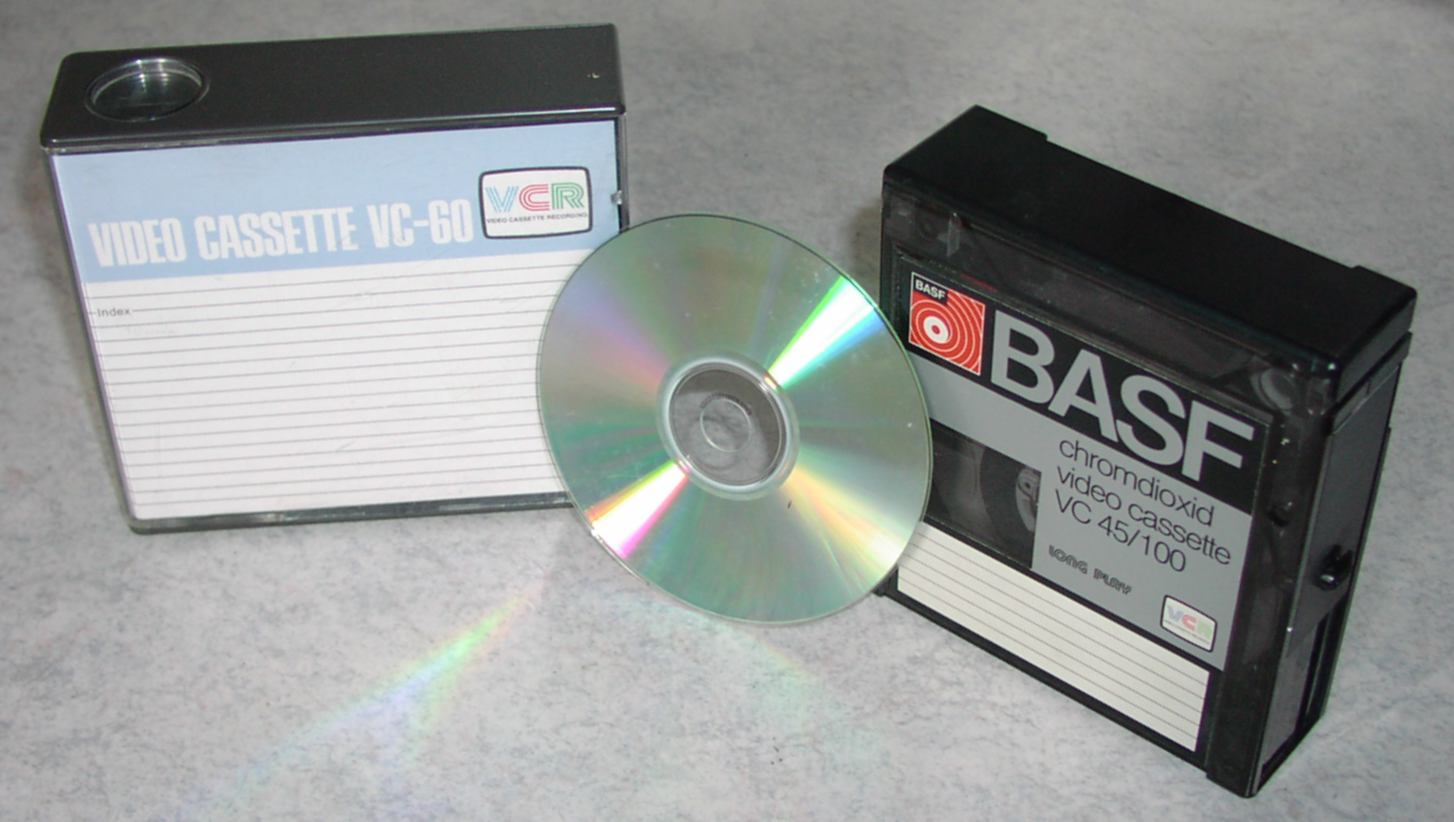
Kasety VCR porównywane z płytą CD (po lewej kaseta Grundiga, po prawej kaseta wyprodukowana przez BASF)

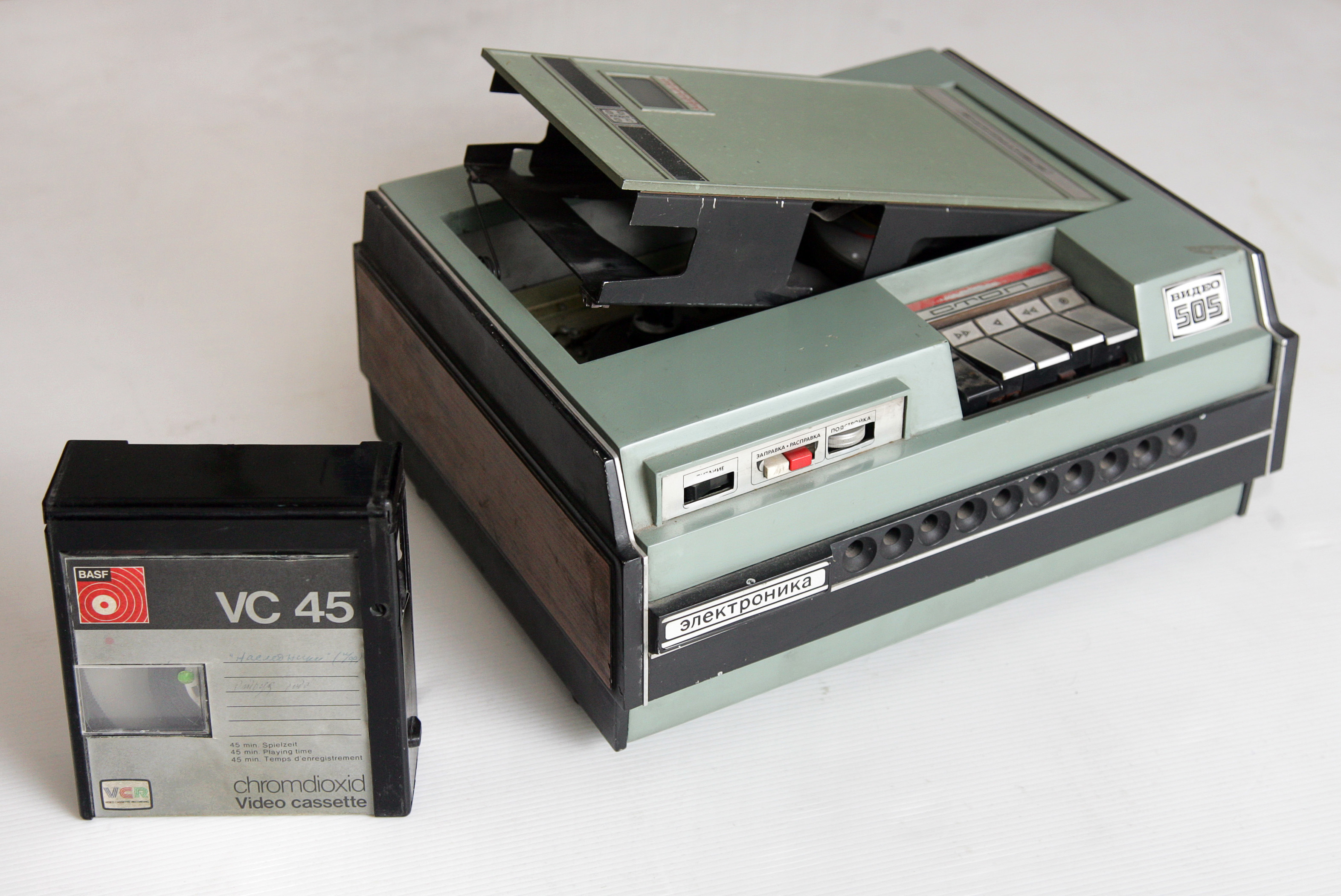
Elektronika 505 – radziecki magnetowid systemu VCR, obok kaseta firmy BASF

VCR (rozwinięcie skrótu: Video Cassette Recording) – pierwszy europejski format kaset magnetowidowych, wykorzystuje taśmę o szerokości 1/2". Standard został wprowadzony na rynek na początku lat 70. XX wieku przez koncern Philips. W formacie VCR i pochodnych (VCR LP, SVR) szpulki z taśmą położone są jedna nad drugą w jednej osi. Wymiary kasety to (145 × 127 × 41) mm. Czas zapisu nagrania na jednej kasecie wynosi do 60 minut.
Ulepszona wersja standardu, VCR LP, była technologiczną nowością. Zastosowano zapis bez odstępu ścieżek wizyjnych, zmniejszając przesuw taśmy z 14,29 cm/s (w VCR) do 6,56 cm/s. System ten znany jest pod nazwą HDR, czyli zapisu dużej gęstości, stosowany jest we wszystkich istniejących formatach domowych i profesjonalnych. Czas zapisu wynosi 140 minut (2 godziny i 20 min), zaś rozdzielczość obrazu wynosi 260 linii. 
Na początku lat 80. XX w. pojawił się format SVR (Super Video Recording) i umożliwiał zapis do 240 minut (4 godzin).
Formaty VCR i VCR LP nie są ze sobą kompatybilne. Pomimo stosowania tych samych kaset nie można odtworzyć zapisu VCR w magnetowidzie VCR LP i na odwrót. Podobnie jest w przypadku SVR.
Następcą formatu VCR był Video 2000.
W Polsce Zakłady Radiowe im. Kasprzaka produkowały dwa modele magnetowidów kompatybilne z tym standardem: MTV 20 (VCR) i MTV 50 (VCR LP). Były wykorzystywane głównie na potrzeby szkół i instytucji publicznych, sporadycznie także osób prywatnych.